# Marcia Crossová
Marcia Anne Crossová (nepřechýleně Cross; * 25. března 1962, Marlborough, Massachusetts) je americká herečka nejlépe známá díky rolím Bree v seriálu Zoufalé manželky a Kimberly Shawové Manciniové v Melrose Place. Aktuálně hraje senátorku Claire Haas v seriálu Quantico.

## Životopis
Crossová vystudovala psychologii v Los Angeles, kam si jako mnoho dalších jela splnit sny. Svou kariéru začala v seriálu The Edge of Night. Slávu ji přinesla role psychicky labilní Dr. Kimberly Shawové v seriálu Melrose Place, kde hrála v letech 1992–1997. Původně se měla objevit jen v jednom díle, ale zapůsobila tak, že v něm zůstala déle a stala se jednou z hvězd seriálu. Okamžiky, kdy její postava chtěla zabít mnoho ostatních postav, jsou z těch, které pravidelně lákaly diváky k obrazovce. Seriál pak opustila, aby si mohla dodělat magisterský titul v psychologii. Návrat jí umožnil seriál Everwood, ze kterého po první sérii odešla a začala se objevovat jako Bree Van Den Kampová v seriálovém hitu Zoufalé manželky. Za tuto roli byla několikrát nominována na mnoho cen, mj. Zlatý glóbus a Emmy. Objevila se také v seriálech Knots Landing, Ally McBealová, Kriminálka Las Vegas ad. Zahrála si také v několika filmech.
V roce 2015 získala roli senátorky Claire Haas v seriálu Quantico, který vysílá americká stanice ABC.

## Osobní život
V roce 2006 se provdala za Toma Mahoneyho, bankéř, se kterým má dvojčata Eden a Savannah (narozeni v únoru 2007).

## Filmografie

### Film
| Rok  | Název                    | Role              | Poznámky            |
| ---- | ------------------------ | ----------------- | ------------------- |
| 1989 | Just Temporary           | Amy               |                     |
| 1990 | Špatný vliv              | Ruth Fielding     |                     |
| 1992 | Herman's Head            | princezna Gillian |                     |
| 1995 | Mother's Day             | Denise            |                     |
| 1996 | Always Say Goodbye       | Anne Kidwell      |                     |
| 1996 | Ripple                   | Ali               | Krátkometrážní film |
| 1996 | Zvrhlosti žen            | Beth Stephens     |                     |
| 2000 | Podzimní premiéra        | Lydia Gleason     |                     |
| 2002 | Bank                     | americká herečka  | Krátké video        |
| 2003 | The Wind Effect          | Molly             | Krátké video        |
| 2009 | Právě Peck               | Cheryl Peck       |                     |
| 2011 | Moje potrhlá máma        | Mary              |                     |
| 2016 | All the Way to the Ocean | Vypravěč          | Krátkometrážní film |
| 2018 | Za oponou noci           | Šéf               |                     |

### Televize
| Rok       | Název                                         | Role                                                                    | Poznámky |
| --------- | --------------------------------------------- | ----------------------------------------------------------------------- | --- |
| 1984      | The Edge of Night                             | Liz Correll                                                             | |
| 1985      | Brass                                         | Victoria Willis                                                         | Televizní film (CBS) |
| 1986      | Poslední dny Jesse Jamese                     | Sarah Hite                                                              | Televizní film (NBC) |
| 1986      | Příběhy z temnot                              | Marie Alcott                                                            | díl: Strange Love |
| 1986      | George Washington II: The Forging of a Nation | Ann Bingham                                                             | Televizní film (CBS) |
| 1986      | Parťáci                                       | Lynn Erskine                                                            | |
| 1986      | Another World                                 | Tanya                                                                   | |
| 1986–1987 | One Life to Live                              | Katheryn "Kate" Sanders                                                 | Hlavní role |
| 1988      | Almost Grown                                  | Lesley Foley                                                            | díl: Pilot |
| 1989      | Na zdraví                                     | Susan Howe                                                              | díl: Sisterly Love |
| 1990      | Quantum Leap                                  | Stephanie Heywood                                                       | díl: Good Night, Dear Heart |
| 1990      | Bolest a vítězství                            | Marty Hoy                                                               | Televizní film (Lifetime) |
| 1991–1992 | Knots Landing                                 | Victoria Broyelard                                                      | 7 dílů |
| 1992      | To je vražda, napsala                         | Marci Bowmanová                                                         | díl: Až navěky |
| 1992–1997 | Melrose Place                                 | Dr. Kimberly Shawová / Dr. Kimberly Shawová Manciniová / Betsy Jonesová | Vedlejší role – 1.–3. řada, Hlavní role – 4.–5. řada, 114 dílů |
| 1996      | All She Ever Wanted                           | Rachel Stockman                                                         | Televizní film (ABC) |
| 1997      | Ned a Stacey                                  | Diana Huntleyová                                                        | 3 díly |
| 1997      | Show Jerryho Seinfelda                        | Sara                                                                    | díl: The Slicer |
| 1998      | Cíl: Země                                     | Karen Mackaphe                                                          | Televizní film (ABC) |
| 1999      | Krajní meze                                   | Katherine 'Kate' Woods                                                  | díl: Sumit |
| 1999      | Boy Meets World                               | Rhiannon Lawrence                                                       | 3 díly |
| 1999      | Dotek anděla                                  | Lauren                                                                  | díl: The Whole Truth and Nothing But |
| 2000      | Podzimní premiéra                             | Lydia Gleason                                                           | Televizní film (HBO) |
| 2000      | Případ pro Sam                                | Pamela Martin                                                           | díl: Vražedná identita |
| 2000      | Ally McBealová                                | Myra Robbins                                                            | díl: Dámská jízda |
| 2000      | Všichni starostovi muži                       | Joan Calvin                                                             | díl: Vítej, Charlie! |
| 2001      | Křižovatky medicíny                           | Linda Loren                                                             | díl: Impaired |
| 2001      | Bad News Mr. Swanson                          | Doktorka Knollová                                                       | Televizní film |
| 2001      | Žít ve strachu                                | Rebecca Hausman                                                         | Televizní film (Lifetime) |
| 2001      | Kriminálka Las Vegas                          | Julia Fairmont                                                          | díl: Co přináší trpělivost |
| 2002      | Eastwick                                      | Jane Spofford                                                           | Televizní film |
| 2002–2003 | Dva z Queensu                                 | Debi                                                                    | 2 díly |
| 2003–2004 | Everwood                                      | Dr. Linda Abbottová                                                     | Hlavní role, 18 dílů |
| 2004–2012 | Zoufalé manželky                              | Bree Hodgeová / Bree Van De Kampová                                     | 181 díly 3 nominace na Zlatý glóbus v kategorii Nejlepší herečka v komediálním nebo muzikálovém seriálu nominace na cenu Emmy v kategorii Nejlepší herečka v hlavní roli v komediálním seriálu |
| 2014      | Fatrick                                       | Arlene                                                                  | Televizní film |
| 2015      | Zákon a pořádek: Útvar pro zvláštní oběti     | Charmaine Briggs                                                        | díl: December Solstice |
| 2015–2017 | Quantico                                      | Claire Haas                                                             | Vedlejší role, 15 dílů |
| 2018      | Youth & Consequences                          | ředitelka Cowherová                                                     | minisérie, 4 díly |
| 2019      | This Close                                    |                                                                         | |